# 商聯體育會
商聯體育會(西班牙語：Deportivo Comerciantes Unidos)，或稱卡哈馬卡商業聯，簡稱商聯或商業聯，是秘魯卡哈馬卡庫特爾沃的足球會。成立於2002年，目前參加秘魯足球甲級聯賽。隊名源自西班牙語中的「商聯」，其中Comerciantes意為「商」(商業)，Unidos意為「聯」。

## 歷史
商業聯（Comerciantes Unidos）是一支來自秘魯的職業足球會，成立於2002年，主場位於秘魯北部的卡哈馬卡省特魯希略市的胡安·馬爾多納多·加馬拉（Juan Maldonado Gamarra）體育場。體育場的命名是為了紀念秘魯足球傳奇人物胡安·馬爾多納多·加馬拉，他是秘魯足球的先驅之一。
商業聯在2023年秘魯足球乙級聯賽中獲得冠軍，因此2024年得以晉級到了秘魯足球甲級聯賽。
商業聯在2023年的聯賽中表現出色，整個賽季保持了穩定的狀態。在常規賽階段，他們取得了16勝7平5負的成績，排名第一，直接晉級到了季後賽。在季後賽中，他們先是以兩回合總比分3-2淘汰了排名第三的卡哈馬卡智勇隊（CD UCV），隨後又在決賽中以總比分3-1戰勝了排名第二的卡哈馬卡體育大學隊（U.C.D. Manchego），成功奪得了冠軍，這是該隊在歷史上的首個冠軍頭銜。

### 興盛與衰落
2016年，商聯的球迷們原本只期望球隊能保級成功，但在新上任的體能教練納爾遜·雷克霍(Nelson Requejo)和主教練馬裡奧·維埃拉(Viera)的帶領下，球隊卻在積分榜上一路領先，並最終以第五名的成績獲得了2017年南美球會盃的參賽資格。在2017年的預選賽中，由於首回合球隊未能獲得主場優勢，以1-3不敵烏拉圭的波士頓河隊；在次回合比賽中，他們最終以1-1戰平，總比分2-4不敵對手從而被淘汰。而在2018年的比賽中，商業聯表現不佳，盡管在錦標賽中重新獲得了主場優勢，但在剩下的四輪比賽中，他們卻因為輸給了梅格足球會而提前降級。2021年，球會引入了巴拉圭球員大卫·吉尔伯托·卡斯特罗以幫助球隊重返甲級聯賽。兩年後，球會取得了成功。在這之後，商聯得以重返甲級聯賽。